# Maria Ciach
Maria Ciach (Maria Jadwiga Ciach, verheiratete Michalak; * 7. September 1933 in Tomaszów Mazowiecki; † 25. Mai 2009 in Warschau) war eine polnische Speerwerferin.
Bei den Olympischen Spielen 1952 in Helsinki wurde sie Siebte, und bei den Weltfestspielen der Jugend und Studenten 1955 in Warschau gewann sie Silber mit ihrer persönlichen Bestleistung von 48,99 m. 
1952 und 1953 wurde sie Polnische Meisterin.